# 1034

## Починали
- 11 април – Роман III Аргир, византийски император